# Adam Clayton Powell junior

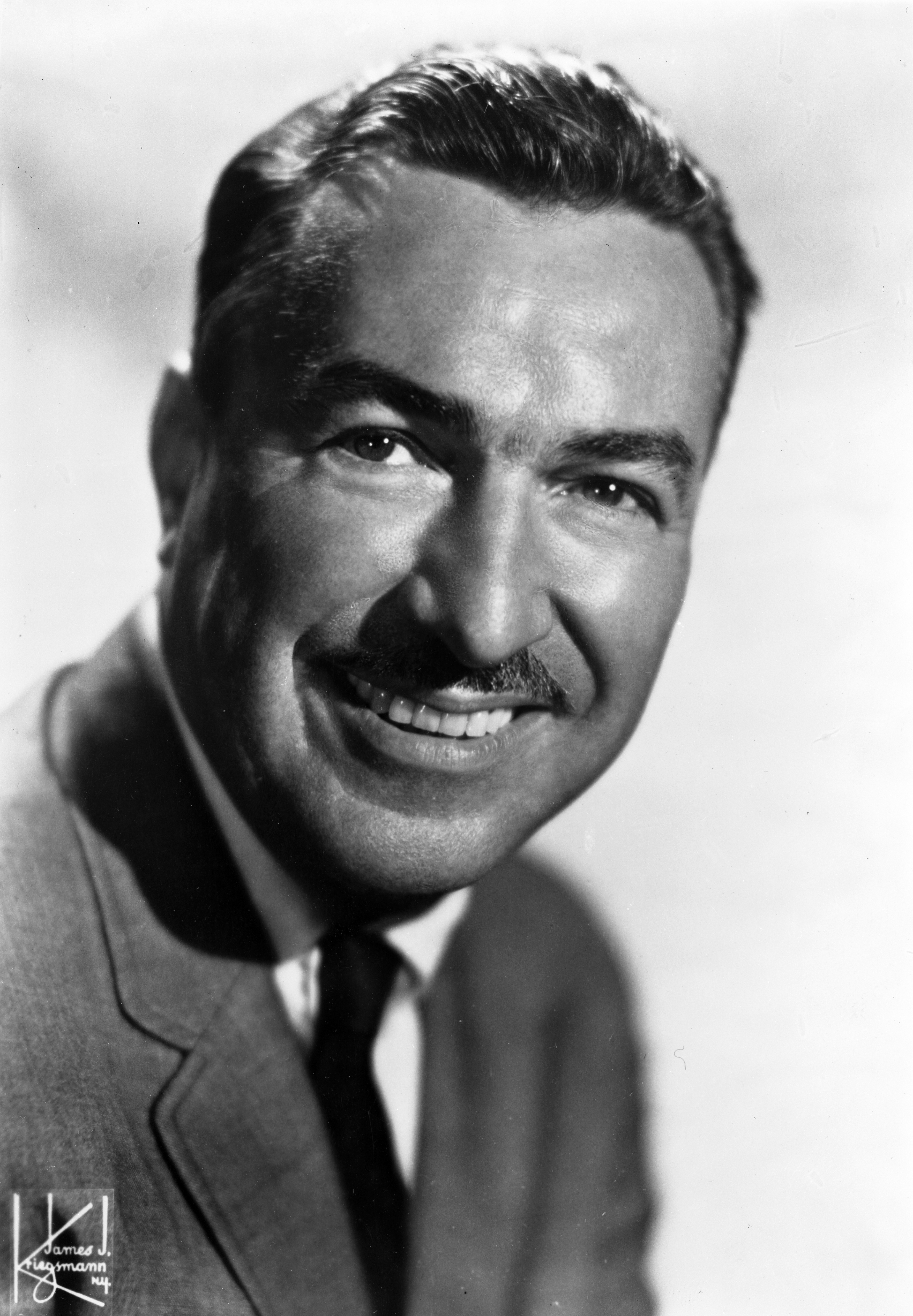
Adam Clayton Powell

Adam Clayton Powell Jr. (* 29. November 1908 in New Haven, Connecticut; † 4. April 1972 in Miami, Florida) war ein US-amerikanischer Politiker und Bürgerrechtler. Zwischen 1945 und 1971 vertrat er mit einer Unterbrechung den Bundesstaat New York im US-Repräsentantenhaus. Er war der erste Afroamerikaner, der für New York in den Kongress gewählt wurde.

## Werdegang
Adam Powell besuchte die öffentlichen Schulen in New York City. Im Jahr 1930 absolvierte er die Colgate University in Hamilton. Er wurde Mitglied im dortigen Chapter der ersten afroamerikanischen Fraternity Alpha Phi Alpha. Danach studierte er bis 1932 an der Columbia University in New York City und dann bis 1934 an der Shaw University in Raleigh (North Carolina). Powell war auch als Geistlicher der Baptistenkirche tätig. Er setzte sich für die Rechte seiner afroamerikanischen Mitbürger ein. Politisch schloss er sich der Demokratischen Partei an. Im Jahr 1941 wurde er in den Stadtrat von New York gewählt. Er war auch Mitbegründer des National Negro Congress. Powell war außerdem journalistisch als Zeitungsverleger tätig. Zwischen 1932 und 1940 war er hauptberuflich Lehrer an der Columbia University Extension School. Während des Zweiten Weltkrieges arbeitete er in den Jahren 1942 bis 1944 für die Konsumabteilung der Preiskontrollbehörde (Consumer Division, Office of Price Administration). Gleichzeitig gehörte er der zivilen Verteidigungsbehörde des New Yorker Stadtbezirks Manhattan an.
Bei den Kongresswahlen des Jahres 1944 wurde Powell im 22. Wahlbezirk von New York in das US-Repräsentantenhaus in Washington, D.C. gewählt, wo er am 3. Januar 1945 die Nachfolge von Walter A. Lynch antrat. Nach elf Wiederwahlen konnte er bis zu seinem vorübergehenden Ausschluss am 28. Februar 1967 im Kongress verbleiben. In diese Zeit fielen das Ende des Zweiten Weltkrieges, der Beginn des Kalten Krieges, der Koreakrieg und innenpolitisch die Bürgerrechtsbewegung. Außerdem begann damals der Vietnamkrieg. Powells Hauptaugenmerk war auf die Unterstützung seiner afroamerikanischen Landsleute gerichtet. Außerdem machte er sich für die Freiheitsbewegungen vieler Staaten in Afrika und Asien stark. Im Jahr 1961 wurde er Vorsitzender des Ausschusses für Bildung und Arbeit. Seit Mitte der 1960er Jahre wurde er mehr und mehr wegen der schlechten Verwaltung der Finanzen seines Ausschusses kritisiert. Man warf ihm auch die hohen Kosten seiner Auslandsreisen auf Staatskosten und seine Abwesenheit bei vielen Sitzungen seines Ausschusses vor. Er erklärte, dies sei normal, weil jeder andere Kongressabgeordnete und Ausschutzvorsitzende das Gleiche tun würde. Im Jahr 1963 wurde er vorübergehend verhaftet, weil er eine Geldstrafe für eine Diffamierung nicht zahlte.
Im Januar 1967 wurde Powell sein Amt als Vorsitzender des Ausschusses für Bildung und Arbeit entzogen. Am 28. Februar dieses Jahres wurde er mit 307 gegen 116 Stimmen aus dem Kongress ausgeschlossen. Allerdings gelang es ihm, bei den dadurch notwendig gewordenen Nachwahlen sein Mandat direkt zurückzugewinnen. Damit konnte er am 11. April 1967 seinen alten Sitz wieder einnehmen. Nach weiteren Wiederwahlen konnte er schließlich bis zum 3. Januar 1971 im US-Repräsentantenhaus verbleiben. Dort hatte er seit 1953 mehrfach seinen Wahlbezirk gewechselt. Bis 1953 vertrat er den 22., dann bis 1963 den 16. und ab dann den 18. Distrikt.
Im Jahr 1970 wurde Adam Powell von seiner Partei nicht mehr zur Wiederwahl nominiert; sein Nachfolger wurde Charles B. Rangel. Er starb am 4. April 1972 in Miami.
Er war mit der Pianistin und Sängerin Hazel Scott verheiratet. 1955 leitete er die Begräbnisfeierlichkeiten von Charlie Parker in der Abyssinian Baptist Church in Harlem.
1989 entstand unter der Regie von Richard Kilberg und produziert von Yvonne Smith der Dokumentarfilm Adam Clayton Powell. Der Film wurde für den Oscar nominiert und Smith und Kiberg erhielten eine Auszeichnung durch die International Documentary Association sowie den Erik Barnouw Award der Organization of American Historians.